# تد هیوز
ادوارد جیمز «تد» هیوز (به انگلیسی: Edward James "Ted" Hughes) (زادهٔ ۱۷ اوت ۱۹۳۰ – درگذشتهٔ ۱۷ اکتبر ۱۹۹۸) شاعر انگلیسی و نویسندهٔ کودکان که از سال ۱۹۸۴ تا هنگام مرگ دارای عنوان مَلِک‌الشّعرای بریتانیا بوده‌است. وی در رده‌بندی منتقدان مرتباً در ردهٔ بهترین شاعران نسل خود انتخاب می‌شده‌است. در سال ۲۰۰۸ مجلهٔ تایمز در فهرست پنجاه نویسندهٔ بزرگ انگلیس از سال ۱۹۴۵، وی را در رتبهٔ چهارم قرار داد.

## زندگی
تد هیوز در ۱۷ اوت ۱۹۳۰ در منطقهٔ یورکشایر به دنیا آمد. اصالت مادرش به ویلیام فریر می‌رسد که در قرن یازدهم به انگلستان وارد شد. پدرش یکی از هفده نفری بود که از یک تیپ جنگی بزرگ در جنگ جهانی اول جان سالم به در برد. هیوز عاشق سوارکاری، شکار، ماهیگیری و شنا بود. او به همراه خانواده‌اش در هفت سالگی به منطقه‌ای در جنوب یورکشایر که طبیعت بسیار زیبایی داشت نقل مکان کرد. طبیعت این منطقه بر اشعار وی تأثیر بسزایی داشت. وی نخستین شعرش «روباه اندیشه» و نخستین داستانش «اسب باران» را با الهام از این منطقه و خاطراتش نوشته است.
در سال ۱۹۴۶ یکی از اشعارش با نام «غرب وحشی» به همراه داستان کوتاهی در مجلهٔ مدرسه به چاپ رسید. در همان سال او برندهٔ بورس تحصیلی دانشگاه پمبروک شد اما تصمیم به گذراندن خدمت سربازی گرفت. در سال ۱۹۵۱ هیوز تحصیل در رشتهٔ ادبیات انگلیسی در کالج پمبروک کمبریج را آغاز کرد. با وجود حمایت و تشویق استادش به علت سیستم خفه و کسل‌کننده دانشگاهی هیچ شعری نسرود و سرانجام در سال سوم به رشته مردم شناسی و باستان‌شناسی تغییر رشته داد که بعدها بر اشعارش تأثیر بسزایی گذاشت. پس از دانشگاه او شغل‌های متفاوتی از جمله باغبانی، کار در باغ وحش و نگهبانی شب را تجربه کرد.
در سال ۱۹۵۶ در یک مهمانی که به مناسبت مجلهٔ بوتولف برگزار و چهار شعر از هیوز در آن چاپ شده بود با سیلویا پلات شاعر آمریکایی که در حال تحصیل در دانشگاه کمبریج بود آشنا شد. چهار ماه بعد آن‌ها در شانزدهم ژوئن ۱۹۵۶ ازدواج کردند. شانزدهم ژوئن بخاطر علاقهٔ هردوی آن‌ها به جیمز جویس انتخاب شده بود. این زوج ادبی پس از مدتی به آمریکا نقل مکان کردند. در این زمان سیلویا پلات در دانشگاه آلما تدریس می‌کرد. در سال ۱۹۵۸آن‌ها لئونارد باسکین را ملاقات کردند که بعدها تعداد زیادی از کتاب‌های تد هیوز را تصویرسازی کرد. آن‌ها پس از دو سال به انگلستان بازگشتند. در سال ۱۹۶۰ مجموعه شعر لپرکال به چاپ رساند و جایزهٔ هاوترندن را که به آثاری با ادبیات تخیلی تعلق می‌گرفت را برد. هیوز پس از این جایزه به صورت جدی به بررسی اسطوره‌ها و روش‌های درونی آن‌ها و چگونگی التیام دوگانگی روان انسان از طریق تخیل پرداخت و شعر زبان این کار بود.

هیوز و پلات دارای دو فرزند به نام‌های فریدا ربکا (۱۹۶۰) و نیکولاس فرر (۱۹۶۲) شدند. پس از رابطهٔ عاشقانهٔ تد هیوز و آسیا وویل در تابستان ۱۹۶۲ زندگی او و سیلویا دچار مشکل شد و سرانجام در پاییز همان سال از یکدیگر جدا شدند.

شعرهای تو
مرکز شهری تاریک
رمان‌ها، داستان‌ها، یادداشت‌های تو
حومه‌های این شهر بزرگ
تمام شب هتل‌ها مثل ساختمان‌های اداری روشن‌اند
با کشیش‌ها، زوار، عالمان علوم.
در این شب‌ها، سرگردان در شهر می‌رانم
آرام، بی‌هدف
تنها در تاریکی‌ام می‌چرخم
غرق این فکر که چه کردی
تقریباً همیشه نزدیک چهارراه‌ها
یک لحظه تو را می‌بینم –
به بالا خیره‌ای، گم‌گشته، شصت‌ساله‌ای.
جمعیت پشت سرت جمع می‌شوند.
ساکن مثل صخره ایستاده‌ای
چهره‌ات زیر نور زرد یا نارنجی.
بیابان سرخ پوست‌ها، وحشی، حیران.
می‌خواهی چیزی بپرسی اما نمی‌توانی
به هر چهره‌ای خیره می‌شوی
تلاش می‌کنی کسی را به یاد بیاوری
تو را نادیده می‌گیرند.
بعد چراغ قرمز می‌شود
و موج‌ها تو را پشت سر می‌گذارند.
آنگاه مرا در ماشین می‌بینی، خیره به تو
می‌دانم داری فکر می‌کنی: او را می‌شناسم؟
تلاش می‌کنی، ابرو درهم می‌کشی
تا به یاد بیاوری–
یا ناگهان به یاد نیاوری.

[ترجمه: خلیل پاک نیا]

## مرگ سیلویا پلات
در یازدهم فوریه ۱۹۶۳ سیلویا خودکشی کرد و تعدادی از فمینیست‌ها علت این عمل را خیانت و رفتار تد هیوز می‌دانستند. طرفداران سیلویا پلات بارها عنوان تد هیوز را از روی سنگ قبر او کندند. حملهٔ این افراد تا آنجا پیش رفت که رابین مورگان شاعر فمینیست رادیکال در شعر «تفهیم اتهام» علناً تد هیوز را قاتل سیلویا خواند.
پس از مرگ سیلویا پلات او دو شعر «زوزهٔ گرگ‌ها» و «نغمهٔ موش» را سرود و تا سه سال هیچ شعری ننوشت. در مجموعه شعر «نامه‌های تولد» که در سال ۱۹۹۸ به چاپ رسید او سکوت چندین سالهٔ خود را شکست. تد هیوز در این اشعار رابطهٔ خود و سیلویا و رفتارش را شرح می‌دهد. در سال ۲۰۱۰ در روز جهانی شعر، «آخرین نامه» که در آن سه روز منتهی به خودکشی سیلویا را شرح می‌دهد در مجلهٔ نیواستیتسمن به چاپ رسید.
شش سال پس از خودکشی سیلویا، آسیا وویل نیز به زندگی خود پایان داد و به همراه خود، فرزندش را نیز کشت. این ضربهٔ سهمگینی برای تد هیوز بود. کسانی که تد هیوز را عامل خودکشی سیلویا می‌دانستند با خودکشی آسیا بار دیگر بر گفتهٔ خود پافشاری کردند.

## سالهای ۱۹۷۰ تا ۱۹۹۸
در اوت ۱۹۷۰ هیوز با کارول اورچرد که پرستار بود ازدواج کرد و تا زمان مرگ در کنار او ماند. آن‌ها در خانه‌ای که در غرب یورکشایر خریداری کرده بودند زندگی کردند. در همان سال کتاب «کلاغ» که شناخته شده‌ترین اثر تد هیوز است با نقاشی‌هایی از کلاغ که توسط لئونارد باسکین کشیده شده بود به چاپ رسید. تد هیوز در ۲۸ اکتبر ۱۹۹۸ به علت ابتلا به سرطان روده در گذشت.

## جایزه تد هیوز
در سال ۲۰۰۹ این جایزه با اجازهٔ کارول هیوز تأسیس شد. انجمن شعر در این باره می‌گوید: «این جایزه به افتخار تد هیوز، ملک الشعرا، یکی از بزرگترین شاعرهای قرن بیستم هم برای کودکان و هم بزرگسالان می‌باشد.»

## برخی از آثار تد هیوز
- ارفه، تد هیوز، آزاده شاهمیری - محمد طلوعی، انتشارات …، رشت، ۱۳۸۳، شابک: ۱ -۲-۹۳۹۸۸-۹۶۴
- عاشقانه‌هایی برای سیلویا پلات، تد هیوز، اسدالله امرایی - سایر محمدی، انتشارات … ،۱۳۷۹، شابک: ۹۴۶-۶۷۳۶-۹۴-۷
- خرس سفید سفید سفید، تد هیوز، ستاره کدیری، انتشارات …، ۱۳۸۵، شابک: ۹۶۴-۹۶۰۷۲-۱-۸
- شکارچی خرگوش، تد هیوز، سیلویا پلات، محمدرحیم اخوت - حمید فرازنده، انتشارات …، ۱۳۸۱، شابک: ۹۶۴-۶۳۲۸-۴۸-۲
- اورفئوس، تد هیوز، مهتاب کلانتری، انتشارات …، ۱۳۸۲، شابک: ۹۶۴-۷۲۰۴-۳۹-۶
- با قوم و خویش‌های من آشنا شوید، تد هیوز، روحی افسر، مؤسسه انتشاراتی کلاغ سفید، ۱۳۸۵، شابک: ۹۶۴-۹۵۳۶۰-۵-۱
- مرد آهنی، تد هیوز، روحی افسر، مؤسسه انتشاراتی کلاغ سفید، ۱۳۸۵، شابک:۱-۶-۹۵۳۶۰-۹۶۴
- زن آهنی، تد هیوز، روحی افسر، مؤسسه انتشاراتی کلاغ سفید، ۱۳۸۵، شابک: ۸-۷-۹۵۳۶۰-۹۶۴